# Nils-Åke Sandell
Nils-Åke Sandell (Lund, 5 febbraio 1927 – 29 maggio 1992) è stato un calciatore svedese.

## Carriera
Giunge in Italia nel 1956 portato da Paolo Mazza. Lo preleva dal Malmõ che era arrivato secondo il campionato precedente, vincendo in passato e con Sandell in rosa il campionato nel 1949, 1950, 1951 e 1953. Sandell era oltretutto sin dal 1952 nel giro della Nazionale svedese e proprio nel 1956 giocherà la sua ultima partita contro la Romania. L'esordio con la SPAL è avvenuto il 23 settembre 1956 a Torino contro la Juventus. Sandell resterà anche il campionato successivo, e giocherà in Serie A 49 partite andando a rete 13 volte. Rientrato in Svezia nel 1958, giocherà nel IS Halmia sino al suo definitivo ritiro avvenuto nel 1962. Ha giocato 20 partite in Nazionale.